# An Post Rás
DeRás Tailteann, is een Ierse etappekoers die elk jaar in eind mei wordt verreden. De eerste editie vond in 1953 plaats, gewonnen door Ier Colm Christle, en sindsdien is de koers elk jaar georganiseerd. Sé O'Hanlon is met vier eindoverwinningen recordhouder. Anno 2023 zijn er geen Belgische winnaars, de Nederlander Fons Steuten won de koers in 1976 als eerste Nederlander, in 2018 gevolgd door Luuc Bugter. Tot 2010 heette de koers FBD Insurance Rás. Tussen 2011 en 2018 was An Post Rás de naam van de wedstrijd. 
De koers maakte deel uit van de UCI Europe Tour met een classificaties van 2.2. Onder de winnaars bevindt zich onder meer de Duitser Tony Martin. Na de editie van 2018 werd de volgende editie pas in 2022 verreden.

## Lijst van winnaars

### Meervoudige winnaars
| Overwinningen | Renner             | Land                | Jaren                     |
| ------------- | ------------------ | ------------------- | ------------------------- |
| 4             | Sé O'Hanlon        | Ierland             | 1963 + 1965 + 1966 + 1967 |
| 3             | Paddy Flanagan     | Ierland             | 1960 + 1964 + 1975        |
| 2             | Paul McCormack     | Ierland             | 1987 + 1988               |
| 2             | Stephen Spratt     | Ierland             | 1986 + 1992               |
| 2             | Philip Cassidy     | Ierland             | 1983 + 1999               |
| 2             | Ciaran Power       | Ierland             | 1998 + 2002               |
| 2             | Chris Newton       | Verenigd Koninkrijk | 2003 + 2006               |
| 2             | Clemens Fankhauser | Oostenrijk          | 2014 + 2016               |

### Overwinningen per land
| Overwinningen | Land                                              |
| ------------- | ------------------------------------------------- |
| 41            | Ierland                                           |
| 9             | Verenigd Koninkrijk                               |
| 4             | Sovjet-Unie                                       |
| 3             | Oostenrijk                                        |
| 2             | Nederland, Polen                                  |
| 1             | Tsjechië, Duitsland, Frankrijk, Litouwen, Zweden, |